# Stage Fright (Motörhead)
Stage Fright è un DVD live della band heavy metal britannica Motörhead, registrato il 7 dicembre del 2004 alla Philipshalle di Düsseldorf Germania, durante l'Inferno Tour, e pubblicato nel 2005 in occasione del 30º anniversario della band.

## Contenuti
Il DVD, contiene un primo disco con il concerto mixato in audio Dolby Digital 5.1 e un secondo disco con, tra l'altro, le apparizioni di molti ospiti internazionali che fanno gli auguri alla band, come l'ex batterista dei Motörhead Philty Animal Taylor, Kerry King degli Slayer, Dave Grohl dei Foo Fighters, Chris Jericho dei Fozzy e il wrestler Triple H, grande amico di Lemmy.
Il 3 settembre 2007 il video è stato ripubblicato nel nuovo formato HD DVD, divenendo così il primo HD DVD musicale del mondo.

## Tracce

### Disco 1 (Concerto)
1. Doctor Rock
2. Stay Clean
3. Shoot You In The Back
4. Love Me Like A Reptile
5. Killers
6. Metropolis
7. Over The Top
8. No Class
9. I Got Mine
10. In the Name of Tragedy
11. Dancing On Your Grave
12. R.A.M.O.N.E.S.
13. Sacrifice
14. Just 'Cos You Got the Power
15. Going to Brazil
16. Killed by Death
17. Iron Fist
18. Whorehouse Blues
19. Ace of Spades
20. Overkill

### Disco 2 (Contenuti speciali)
1. L.A. Special
2. Fans
3. Making Of
4. Testimonials
5. We Are the Road Crew
  - Introduction
  - Crew
  - Showtime
  - The Cook
  - Touring
6. Slide Show
7. The Backstage Rider
8. Overkill - Traccia ad alta definizione (DVD ROM)
9. Life's a Bitch - Suoneria per cellulare (DVD ROM)
10. Motörhead Wallpaper (DVD ROM)
11. Slideshow (DVD ROM)
12. L.A. Show (DVD ROM)
13. Discography (DVD ROM)

## Formazione
- Lemmy - basso, voce, armonica a bocca per la traccia "Whorehouse Blues"
- Philip Campbell - chitarra
- Mikkey Dee - batteria, chitarra per la traccia "Whorehouse Blues"

## Crediti
- Copertina di Joe Petagno